# Timothy Jones (Radsportler)

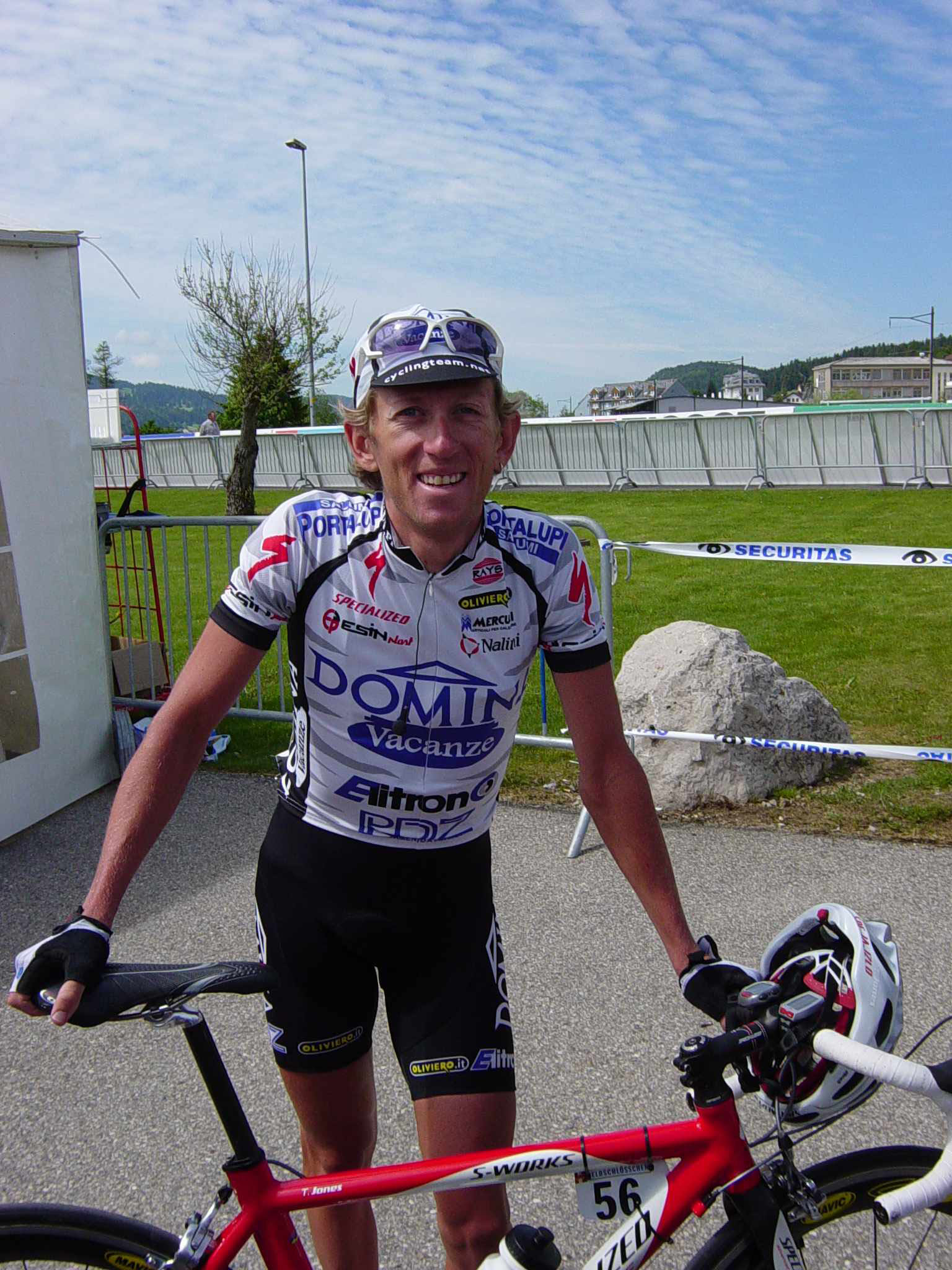
Timothy Jones bei der Tour de Suisse 2004

Timothy David Jones (* 1. August 1975 in Harare) ist ein ehemaliger Radrennfahrer aus Simbabwe.
Timothy Jones begann seine Karriere 1997 bei dem Radsportteam Amore & Vita. In seinem zweiten Jahr gewann er eine Etappe beim Giro del Capo und entschied auch Gesamtwertung für sich. Zudem wurde er simbabwischer Zeitfahrmeister. Ein Jahr später gewann er bei der Slowenien-Rundfahrt eine Etappe und die Gesamtwertung. Im Jahr 2000 wechselte Jones zu Mobilvetta Design, wo er 2001 die Trofeo dell’Etna gewann und am Giro d’Italia 2001 teilnahm. Zwei Jahre später konnte er ein Teilstück bei der Settimana Ciclistica Lombarda für sich entscheiden und wurde Zweiter der Gesamtwertung. Nach der Saison 2006 beendete Jones seine Karriere, fuhr aber Mitte der Saison 2007 wieder für seine Mannschaft Amore & Vita. 2010 gewann er ein Querfeldeinrennen in den Vereinigten Staaten.
Timothy Jones ist ein Schwager der beiden Radsportler Antonio Fanelli und Ivan Fanelli.

## Erfolge
1998
- Gesamtwertung und eine Etappe Giro del Capo
- Simbabwischer Zeitfahrmeister

1999
- Gesamtwertung und eine Etappe Slowenien-Rundfahrt

2001
- Trofeo dell’Etna

2003
- eine Etappe Settimana Ciclistica Lombarda

## Teams
- 1997–1998 Amore & Vita
- 1999 Amore & Vita-Beretta
- 2000 Mobilvetta Design-Rossin
- 2001–2002 Mobilvetta Design-Formaggi Trentini
- 2002 Mercury Cycling Team
- 2003 Amore & Vita-Beretta (bis 8. August)
- 2003 Domina Vacanze-Elitron (ab 9. August)
- 2004 Domina Vacanze
- 2005 Tenax
- 2006 Amore & Vita-McDonald’s
- 2007 Amore & Vita-McDonald’s (ab 1. August)